# John McConnell Black
John McConnell Black ( 28 de abril de 1855 - 2 de diciembre de 1951 ) fue un botánico escocés que emigra a Australia en 1877; que documentaría e ilustraría miles de especímenes de la flora del sur de Australia a principios del siglo XX. Sus publicaciones asistieron a muchos botánicos y biólogos en las décadas que siguieron. Era el hermano menor de la mánager de teatro y de hoteles Helen Carte. Nace en Wigtown, Escocia, de George Couper Black (1820–ca. 1874), procurador fiscal y banquero, y de Ellen Barham (1823–1903, de Penzance). Su abuelo, Robert Couper, M.D. fue poeta.
Black comienza trabajando como periodista y lingüista interesado en idiomas originarios de Australia. Expediciona a Sudamérica y a Europa luego de la muerte de su madre en 1903, enfocándose en la Taxonomía.
En 1909 publica The Naturalised Flora of South Australia. Y entre 1922 a 1929 su The Flora of South Australia publicada en cuatro partes, describiendo 2.430 especies, tanto nativas como naturalizadas. Será indispensable para botánicos de todo lo concerniente con la vegetación de las regiones áridas en los contiguos Estados. Efectúa una edición revisada en 1939 y trabaja arduamente en los siguientes doce años, publicando la parte 1 en 1943, y la 2 en 1948. Y la parte 3 la realiza muy cerca de su deceso.

## Honores
Es galardonado con la Medalla Clarke por la Royal Society of New South Wales en 1946.
- La abreviatura «J.M.Black» se emplea para indicar a John McConnell Black como autoridad en la descripción y clasificación científica de los vegetales.[2]